# 拉卡姆杜尔塞
拉卡姆杜尔塞（法語：Lacam-d'Ourcet，法語發音：[lakam duʁsɛ]）是法国洛特省的一个旧市镇，属于菲雅克区。2016年1月1日，拉卡姆杜尔塞與拉马蒂维、苏塞拉克、科米亚克、卡尔维亚克合併为新市镇凯尔西地区苏塞拉克。

## 地理
拉卡姆杜尔塞（44°50'52"N, 2°0'4"E）面积14.08 平方千米，位于法国奧克西塔尼大區洛特省，该省份为法国西南部内陆省份，北起顺时针与科雷兹省、康塔爾省、阿韦龙省、塔恩-加龙省、洛特-加龍省和多尔多涅省接壤。
与拉卡姆杜尔塞接壤的市镇（或旧市镇、城区）包括：戈尔斯、拉图耶-朗蒂亚克、塞纳亚克-拉特龙基耶尔、凯尔西地区苏塞拉克。

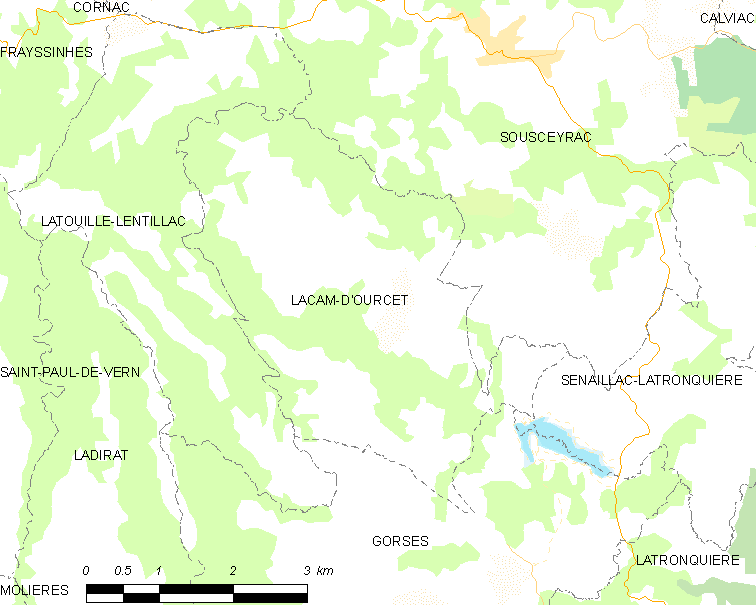
拉卡姆杜尔塞的OSM定位图

拉卡姆杜尔塞的时区为UTC+01:00、UTC+02:00（夏令时）。

## 行政
拉卡姆杜尔塞的邮政编码为46190，INSEE市镇编码为46141。

## 政治
拉卡姆杜尔塞所属的省级选区为塞尔-塞加拉县。

## 人口

1962-2008年间拉卡姆杜尔塞人口变化图示

拉卡姆杜尔塞于2018年1月1日时的人口数量为106人。